# Ahorn (Baden)
Ahorn es un municipio del Distrito de Meno-Tauber, en el estado federado de Baden-Wurtemberg, Alemania.

## Distritos del municipio
El municipio consta de los  distritos de  Berolzheim, Buch am Ahorn, Eubigheim, Hohenstadt y Schillingstadt.

## Monumentos y sitios de interés

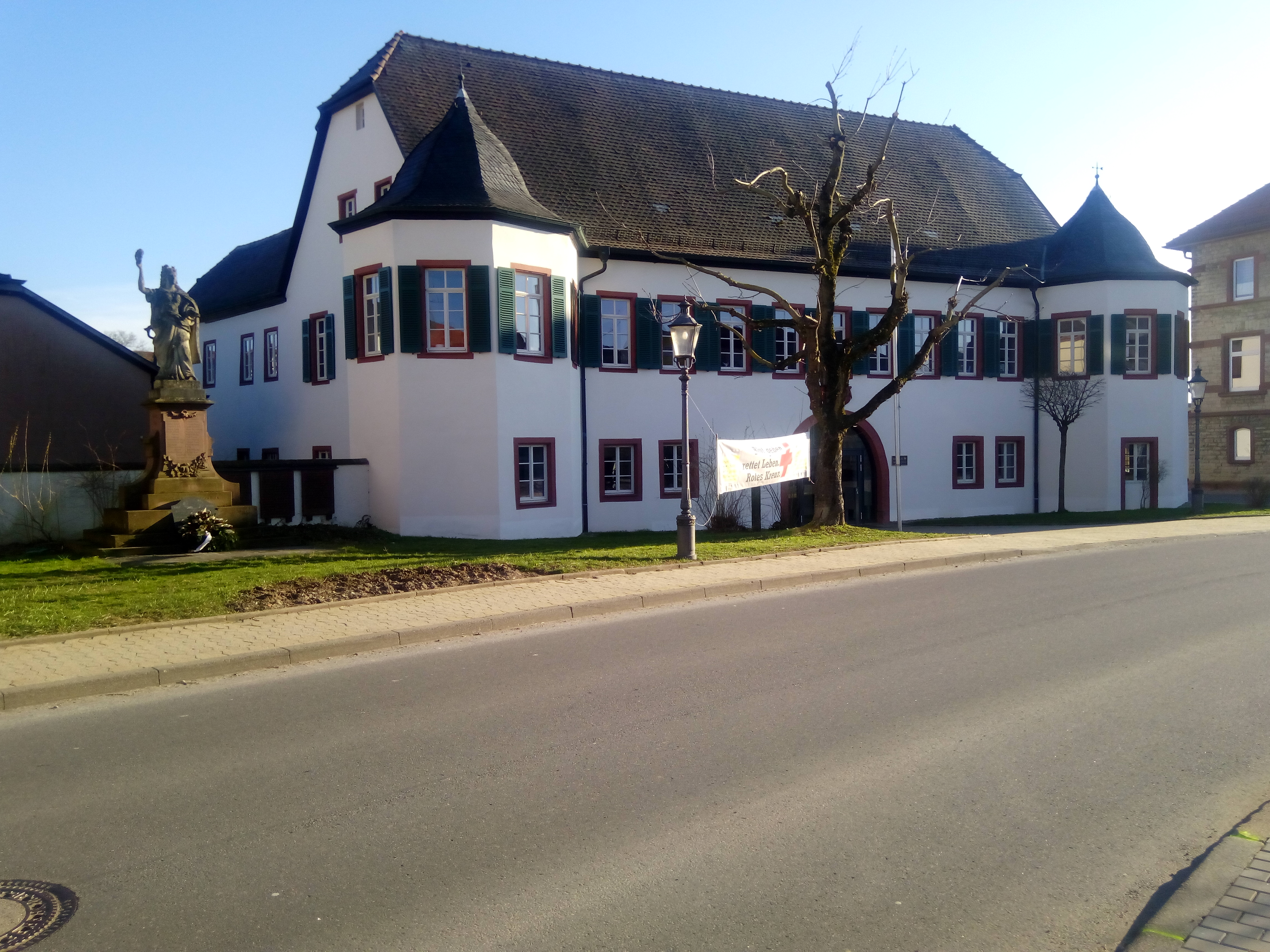
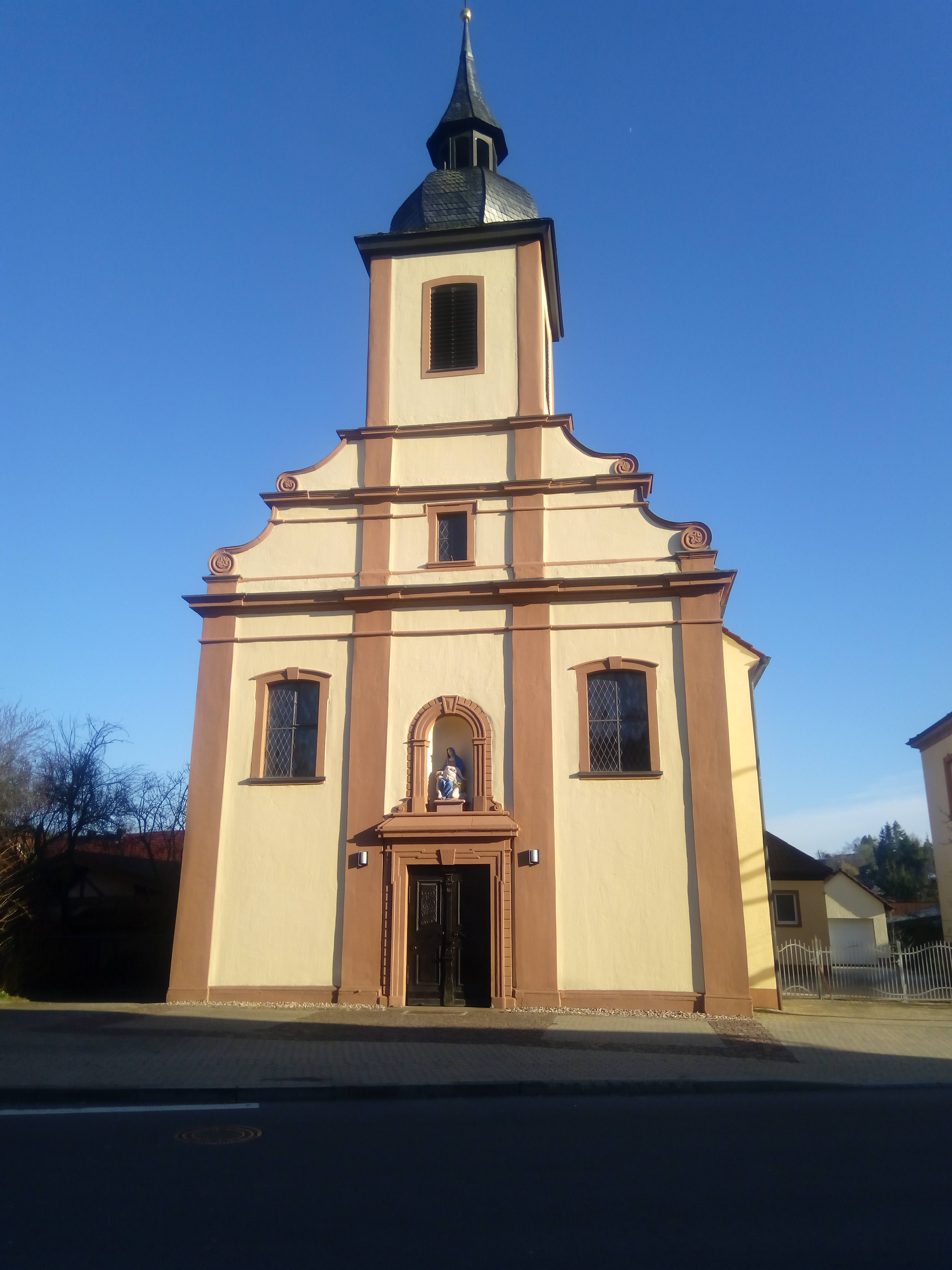